# 横澤剛治
横澤 剛治（よこざわ こうじ、1977年7月4日 - ）は、静岡県浜松市出身の競艇選手。
登録番号3956。身長167cm。血液型O型。82期。静岡支部所属。

## 来歴
- 静岡県立浜松湖東高等学校卒業。
- 1998年5月8日、地元浜名湖競艇場で開催された「一般競走」1Rでデビュー、初出走で初勝利を飾る。[1][2]
- 2001年11月4日、江戸川競艇場での「第3回日本財団会長杯争奪戦競走」で初優勝、同年地元浜名湖競艇場で開催されたSG・第28回笹川賞でSG初出場を果たした[2][3]。
- 2004年3月28日、福岡競艇場での「SG第39回総理大臣杯競走」で優出するもフライングを喫し[2]、1年間SG出場停止のペナルティを受けた[4]。
- 2006年7月25日、若松競艇場での「SG第11回オーシャンカップ競走」初日8RでSG初1着を挙げる[5]。
- 2012年8月24日、浜名湖競艇場での「G3 SUZUKIスピードカップ」初日7Rで通算1000勝達成[6]。

## 人物・エピソード
- 静岡支部で同期の坪井康晴・菊地孝平と共に「静岡（遠州）三羽ガラス」と呼ばれている[2]。
- 実家の周辺の土地を購入してプライベートのキャンプ施設を作り、松井繁や峰竜太も家族で訪れている[2]。この施設は菊地や茅原悠紀など他のキャンプ好きな競艇選手の間からは「ゴリランド」という通称で呼ばれている[7]。